# Білабеля
Білаб́еля (кат. Vilabella) - місто, розташоване в Автономній області Каталонія в Іспанії. 
Знаходиться у районі (кумарці) Ал Камп провінції Таррагона, згідно з новою адміністративною реформою перебуватиме у складі баґарії Камп да Таррагона.

## Населення
Населення міста (у 2007 р.) становить 789 осіб (з них менше 14 років - 11,8%, від 15 до 64 - 65,9%, понад 65 років - 
22,3%). У 2006 р. народжуваність склала 3 осіб, смертність - 7 осіб, кількість одружень - 2
(у 2006 р.). У 2001 р. активне населення становило 342 осіб, з них безробітних - 18 осіб. 

Серед осіб, які проживали на території міста у 2001 р., 670 осіб народилися в Каталонії (з них
523 осіб у тому самому районі, або кумарці), 90 осіб приїхало з інших областей Іспанії, а 27 осіб приїхало з-за кордону. 

Університетську освіту має 9
% усього населення. 

У 2001 р. нараховувалося 264 домогосподарств (з них 14% складалися з однієї особи, 29,9% з двох осіб,
18,6% з 3 осіб, 24,6% з 4 осіб, 8,7% з 5 осіб, 2,7
% з 6 осіб, 1,5% з 7 осіб, 0% з 8 осіб і 0% з 9 і більше осіб).

Активне населення міста у 2001 р. працювало у таких сферах діяльності : у сільському господорстві - 16%, у промисловості - 25,9%, на будівництві - 10,5% і у сфері обслуговування -
47,5%. 

 У муніципалітеті або у власному районі (кумарці) працює 233 осіб, поза районом - 176 осіб. 

### Безробіття
У 2007 р. нараховувалося 22 безробітних (у 2006 р. - 23 безробітних), з них чоловіки становили 27,3%, а жінки -
72,7%.

## Економіка

### Підприємства міста

#### Промислові підприємства
| \| Промислові підприємства міста, за сферою діяльності \| Промислові підприємства міста, за сферою діяльності \| Промислові підприємства міста, за сферою діяльності \| \| Рік \| 2002 р. \| 2001 р. \| \| --------------------------------------------------- \| --------------------------------------------------- \| --------------------------------------------------- \| \| Енергетичні та водні ресурси \| 0,0% \| 0,0% \| \| Хімія та метали \| 0,0% \| 0,0% \| \| Переробка металів \| 30,8% \| 20,0% \| \| Продукти харчування \| 23,1% \| 30,0% \| \| Текстиль \| 7,7% \| 20,0% \| \| Виробництво меблів, видання \| 30,8% \| 20,0% \| \| Інше \| 7,7% \| 10,0% \| \| Усього підприємств \| 13 \| 10 \| |         |         |
| Промислові підприємства міста, за сферою діяльності |         |         |
| Рік | 2002 р. | 2001 р. |
| Енергетичні та водні ресурси | 0,0%    | 0,0%    |
| Хімія та метали | 0,0%    | 0,0%    |
| Переробка металів | 30,8%   | 20,0%   |
| Продукти харчування | 23,1%   | 30,0%   |
| Текстиль | 7,7%    | 20,0%   |
| Виробництво меблів, видання | 30,8%   | 20,0%   |
| Інше | 7,7%    | 10,0%   |
| Усього підприємств | 13      | 10      |

#### Роздрібна торгівля
| \| Підприємства роздрібної торгівлі міста, за сферою діяльності \| Підприємства роздрібної торгівлі міста, за сферою діяльності \| Підприємства роздрібної торгівлі міста, за сферою діяльності \| \| Рік \| 2002 р. \| 2001 р. \| \| ------------------------------------------------------------ \| ------------------------------------------------------------ \| ------------------------------------------------------------ \| \| Продукти харчування \| 44,4% \| 44,4% \| \| Одяг та взуття \| 11,1% \| 11,1% \| \| Товари для дому \| 22,2% \| 22,2% \| \| Книги та періодичні видання \| 0,0% \| 0,0% \| \| Промислова хімічна продукція \| 11,1% \| 11,1% \| \| Продукція, пов'язана з транспортними засобами \| 0,0% \| 0,0% \| \| Інше \| 11,1% \| 11,1% \| \| Усього підприємств \| 9 \| 9 \| |         |         |
| Підприємства роздрібної торгівлі міста, за сферою діяльності |         |         |
| Рік | 2002 р. | 2001 р. |
| Продукти харчування | 44,4%   | 44,4%   |
| Одяг та взуття | 11,1%   | 11,1%   |
| Товари для дому | 22,2%   | 22,2%   |
| Книги та періодичні видання | 0,0%    | 0,0%    |
| Промислова хімічна продукція | 11,1%   | 11,1%   |
| Продукція, пов'язана з транспортними засобами | 0,0%    | 0,0%    |
| Інше | 11,1%   | 11,1%   |
| Усього підприємств | 9       | 9       |

#### Сфера послуг
| \| Підприємства міста, що працюють у сфері послуг, за діяльністю \| Підприємства міста, що працюють у сфері послуг, за діяльністю \| Підприємства міста, що працюють у сфері послуг, за діяльністю \| \| Рік \| 2002 р. \| 2001 р. \| \| ------------------------------------------------------------- \| ------------------------------------------------------------- \| ------------------------------------------------------------- \| \| Гуртова торгівля \| 13,3% \| 6,2% \| \| Готелі та готельний бізнес \| 13,3% \| 18,8% \| \| Транспорт та зв'язок \| 13,3% \| 18,8% \| \| Посередницькі фінансові послуги \| 13,3% \| 12,5% \| \| Послуги підприємствам \| 13,3% \| 6,2% \| \| Послуги фізичним особам \| 33,3% \| 37,5% \| \| Нерухомість та ін. \| 0,0% \| 0,0% \| \| Усього підприємств \| 15 \| 16 \| |         |         |
| Підприємства міста, що працюють у сфері послуг, за діяльністю |         |         |
| Рік | 2002 р. | 2001 р. |
| Гуртова торгівля | 13,3%   | 6,2%    |
| Готелі та готельний бізнес | 13,3%   | 18,8%   |
| Транспорт та зв'язок | 13,3%   | 18,8%   |
| Посередницькі фінансові послуги | 13,3%   | 12,5%   |
| Послуги підприємствам | 13,3%   | 6,2%    |
| Послуги фізичним особам | 33,3%   | 37,5%   |
| Нерухомість та ін. | 0,0%    | 0,0%    |
| Усього підприємств | 15      | 16      |

## Житловий фонд
У 2001 р. 3,4% усіх родин (домогосподарств) мали житло метражем до 59 м², 25,8% - від 60 до 89 м², 40,2% - від 90 до 119 м² і
30,7% - понад 120 м².

З усіх будівель у 2001 р. 28,8% було одноповерховими, 62,8% - двоповерховими, 8,1
% - триповерховими, 0,3% - чотириповерховими, 0% - п'ятиповерховими, 0% - шестиповерховими,
0% - семиповерховими, 0% - з вісьмома та більше поверхами.

## Автопарк
| \| Автомобілі, зареєстровані у місті, за призначенням \| Автомобілі, зареєстровані у місті, за призначенням \| Автомобілі, зареєстровані у місті, за призначенням \| \| Рік \| 2006 р. \| 2005 р. \| \| -------------------------------------------------- \| -------------------------------------------------- \| -------------------------------------------------- \| \| Приватні автомобілі \| 66,1% \| 67,2% \| \| Мотоцикли \| 13,9% \| 13,7% \| \| Вантажівки \| 18,3% \| 17,8% \| \| Трактори \| 0,1% \| 0,1% \| \| Автобуси та ін. \| 1,6% \| 1,2% \| \| Усього автомобілів \| 706 шт. \| 673 шт. \| |         |         |
| Автомобілі, зареєстровані у місті, за призначенням |         |         |
| Рік | 2006 р. | 2005 р. |
| Приватні автомобілі | 66,1%   | 67,2%   |
| Мотоцикли | 13,9%   | 13,7%   |
| Вантажівки | 18,3%   | 17,8%   |
| Трактори | 0,1%    | 0,1%    |
| Автобуси та ін. | 1,6%    | 1,2%    |
| Усього автомобілів | 706 шт. | 673 шт. |

## Вживання каталанської мови
У 2001 р. каталанську мову у місті розуміли 97,5% усього населення (у 1996 р. - 99%), вміли говорити нею 90,3% (у 1996 р. - 
93,4%), вміли читати 87,4% (у 1996 р. - 89,3%), вміли писати 67
% (у 1996 р. - 70,8%). Не розуміли каталанської мови 2,5%.

## Політичні уподобання
У виборах до Парламенту Каталонії у 2006 р. взяло участь 457 осіб (у 2003 р. - 476 осіб). Голоси за політичні сили розподілилися таким чином:
| \| Вибори до Парламенту Каталонії \| Вибори до Парламенту Каталонії \| Вибори до Парламенту Каталонії \| \| Рік \| 2006 р. \| 2003 р. \| \| -------------------------------------- \| ------------------------------ \| ------------------------------ \| \| Конвергенція та Єднання (CiU) \| 38,9% \| 47,3% \| \| Соціалістична партія Каталонії (PSC) \| 16,8% \| 12,8% \| \| Народна партія (PP) \| 4,2% \| 4,2% \| \| Ініціатива за зелену Каталонію (IC) \| 5,9% \| 2,9% \| \| Республіканська лівиця Каталонії (ERC) \| 31,7% \| 32,4% \| \| Громадянська партія (C's) \| 0,0% \| 0,0% \| \| Інші \| 2,4% \| 0,4% \| |         |         |
| Вибори до Парламенту Каталонії |         |         |
| Рік | 2006 р. | 2003 р. |
| Конвергенція та Єднання (CiU) | 38,9%   | 47,3%   |
| Соціалістична партія Каталонії (PSC) | 16,8%   | 12,8%   |
| Народна партія (PP) | 4,2%    | 4,2%    |
| Ініціатива за зелену Каталонію (IC) | 5,9%    | 2,9%    |
| Республіканська лівиця Каталонії (ERC) | 31,7%   | 32,4%   |
| Громадянська партія (C's) | 0,0%    | 0,0%    |
| Інші | 2,4%    | 0,4%    |

У муніципальних виборах у 2007 р. взяло участь 553 осіб (у 2003 р. - 559 осіб). Голоси за політичні сили розподілилися таким чином:
| \| Муніципальні вибори \| Муніципальні вибори \| Муніципальні вибори \| \| Рік \| 2007 р. \| 2003 р. \| \| -------------------------------------- \| ------------------- \| ------------------- \| \| Конвергенція та Єднання (CiU) \| 47,0% \| 30,4% \| \| Соціалістична партія Каталонії (PSC) \| 0,0% \| 5,4% \| \| Народна партія (PP) \| 0,0% \| 0,0% \| \| Ініціатива за зелену Каталонію (IC) \| 0,0% \| 0,0% \| \| Республіканська лівиця Каталонії (ERC) \| 53,0% \| 64,2% \| \| Громадянська партія (C's) \| 0,0% \| 0,0% \| \| Інші \| 0,0% \| 0,0% \| |         |         |
| Муніципальні вибори |         |         |
| Рік | 2007 р. | 2003 р. |
| Конвергенція та Єднання (CiU) | 47,0%   | 30,4%   |
| Соціалістична партія Каталонії (PSC) | 0,0%    | 5,4%    |
| Народна партія (PP) | 0,0%    | 0,0%    |
| Ініціатива за зелену Каталонію (IC) | 0,0%    | 0,0%    |
| Республіканська лівиця Каталонії (ERC) | 53,0%   | 64,2%   |
| Громадянська партія (C's) | 0,0%    | 0,0%    |
| Інші | 0,0%    | 0,0%    |